# Peter Menne (Szenenbildner)
Peter Menne (* 1960 in Unna) ist ein deutscher Szenenbildner, Bühnenbildner, Maler und Musiker.

## Leben
Menne studierte freie Kunst und Bühnenbild an der Staatlichen Kunstakademie Düsseldorf bei Tony Cragg und Luise Kimme. Später hatte er mehrjährige Aufenthalte und Arbeiten in Australien, Indochina, Indien, Nepal, Nord – Zentralafrika, Nord- und Südamerika, im Orient und weiteren Ländern.
In Deutschland, in den Niederlanden, in Österreich und Australien gab es Kunstausstellungen von Peter Menne. Peter Menne schuf Illustrationen, u. a. für die Magazine Tempo und Playboy.
1976 begann Peter Menne als Bühnenbildner und Grafiker beim Hoffmanns Comic Teater (u. a. mit Peter Möbius, Rio Reiser, Claudia Roth, Rainer Pause). Er fertigte Bühnenbilder für über 45 Produktionen unter anderem in Hamburg, Berlin, Dortmund, Essen, Köln, Tübingen. Er arbeitete mit folgenden Regisseuren zusammen: Kees Campfens (NL), Tony Glaser (USA), Nada Kokotović (HR), Peter Möbius (D), Helmut Palitsch (A) und Eddy Vereyken (B).

## Filmographie
- 1990 Türmers Traum – Regie: Peter Möbius, Uwe Penner, WDR
- 1996 Zwei Tage Grau – Regie: Jörg Siepmann, Angst Film
- 1997 Hotel – Regie: Harry Flöter, Angst Film
- 1998 Silverstar – Regie: Jörg Siepmann, Flöter Siepmann Film
- 1998 5 Uhr Schatten – Regie: Andreas Wunderlich, September Film
- 1999 L’Amour, L’Argent, L’Amour – Regie: Philip Gröning, Gröning Film
- 1999 Pola X – Regie: Leos Carax, Pandora Film, Art Director Deutschland
- 1999 Rembrandt – Regie: Charles Matton, Ognon Pictures, Art Director
- 1999 Luckys grosse Abenteuer – Regie: Sergei Bodrov, Columbia Pictures. Art Director Deutschland
- 2000 Wolfsheim – Regie: Nicole Weegmann, SWR
- 2001 Die Frau, die an Dr. Fabian zweifelte – Regie: Andi Rogenhagen, Lichtblick Film
- 2001 Feuer, Eis und Dosenbier – Regie: Matthias Dinter, Goldkind Film
- 2001 Fickende Fische – Regie: Almut Getto, Icon Film
- 2002 Besser als Schule – Regie: Simon Rost, Schokolade Film
- 2002 Weiter als der Mond – Regie: Stijn Coninx, Isabella Films
- 2003 Schwer verknallt – Regie: Josh Broecker, Cameo Film
- 2003 Dear Wendy – Regie: Thomas Vinterberg, Zentropa, Art Director
- 2004 Rabenkinder – Regie: Nicole Weegmann, zero west
- 2004 Tatort – Erfroren – Regie: Züli Aladag, Colonia Media Film
- 2005 Emmas Glück – Regie: Sven Taddicken, Wüste Film
- 2005 Wut – Regie: Züli Aladag, Colonia Media Film
- 2006 Vivere – Regie: Angelina Maccarone, Elsani Film
- 2006 Die Anruferin – Regie: Felix Randau, Wüste Film West
- 2007 Meine schöne Bescherung – Regie: Vanessa Jopp, X Filme Creative Pool
- 2007 2er ohne – Regie: Jobst Oetzmann, Lichtblick Film
- 2008 Tannöd – Regie: Bettina Oberli, Wüste Film, Christiane Krumwiede – Peter Menne
- 2008 12 Meter ohne Kopf – Regie: Sven Taddicken, Wüste Film
- 2010 Ein Tick anders – Regie: Andi Rogenhagen, Wüste Film
- 2011 Die Libelle und das Nashorn – Regie: Lola Randl, Coin Film
- 2012 300 Worte Deutsch – Regie: Züli Aladag, Sperl Productions
- 2014 Tatort – Schwerelos – Regie: Züli Aladag, Geißendörfer Film und Fernsehproduktion
- 2016 Die Opfer – Vergesst mich nicht – Regie: Züli Aladag, Wiedemann & Berg Television
- 2017 Rock my Heart – Regie: Hanno Olderdissen, Neue Schönhauser Filmproduktion
- 2018 Harter Brocken – Der Geheimcode – Regie: Markus Sehr, H&V Entertainment
- 2019 Der Irland-Krimi – Samhain, oder die Nacht der Toten – Regie: Züli Aladag, Good Friends Film
- 2019 Der Irland Krimi – Vergebung – Regie: Züli Aladag, Good Friends Film